# 高棉族
高棉人是柬埔寨的主要民族，占柬埔寨1480万人口的80％左右。一些高棉人生活在相邻的泰国和越南。高棉人是越南54个民族之一，人口1055174人（1999年统计），该民族也分布于与泰国接界地方。因为柬埔寨内战，在英國、法国、加拿大、美国、纽西兰与澳大利亚等地也有高棉人的移民後代。

## 語言
高棉人说的高棉语属于南亚语系孟-高棉语族。

## 信仰
高棉人主要信仰佛教，这种信仰混合了上座部佛教、印度教、泛灵论和祖先崇拜。